# Diocèse de Menevia
Le diocèse de Menevia était un diocèse suffragant de l'archidiocèse de Cardiff au pays de Galles, créé le 29 septembre 1850. Le nom du diocèse (Dioecesis Menevensis en latin) vient de l'ancien nom du diocèse de Saint David's, devenu anglican au XVIe siècle. Il disparait le 12 septembre 2024, fusionné avec l'archidiocèse de Cardiff qui devient l'archidiocèse de Cardiff-Menevia.